# نختوباستراو
نختوباستراو أو ناخت باستت إرو أو نخت سباستت رو، هي ملكة مصرية قديمة غير حاكمة أو زوجة ملك عاشت خلال عهد الأسرة السادسة والعشرين، وهي زوجة الملك أحمس الثاني.

## التعرف عليها
كانت الملكة نختوباستراو واحدة من الزوجات المعروفات للملك أحمس الثاني. وهي معروفة من لوحة من السيرابيوم، التي نقشها لها أحد أبنائها.

## ألقابها
- زوجة الملك وحبيبته.
- عظيمة الصولجان (المفضلة لدي الملك).
- عظيمة الثناء.[1]

## أبناؤها
كانت الملكة نختوباستراو أماً لاثنين:
- باسن إن خونسو (باش خونسو) - ابن الملك الذي أهدى لوالدته لوحة السيرابيوم.
- القائد العسكري أحمس (د) - الذي دفن في المقبرة رقم 38 بالجيزة.[3]

## مدفنها
وقد دفنت الملكة نختوباستراو في الجيزة في مقبرة صخرية مرقمة الآن G 9550. أما تابوت الجرانيت الأسود الذي يحمل هيئة جسد الإنسان والخاص بها فهو الآن في سانت بطرسبرغ (برقم 767). وقد دفنت مع ابنها أحمس الذي كان قائداً في الجيش المصري. وقد تمت إزالة اسم الإلهة باستت من تابوت الملكة نختوباستراو.